# Comme une maison en feu
Pour plus de détails, voir Fiche technique et Distribution.
Comme une maison en feu (v.o. Like a House on Fire) est un film dramatique canadien réalisé par Jesse Noah Klein, à l’affiche depuis 2021. 

## Synopsis
Le long-métrage met en vedette Sarah Sutherland, qui incarne Dara, une mère de retour à la maison après un isolement de deux ans pour traiter une dépression périnatale. Seulement, elle découvre que son mari, Danny (Jared Abrahamson), a refait sa vie avec Thérèse (Dominique Provost-Chalkley) et que sa fille ne garde aucun souvenir d’elle.

## Fiche technique
- Titre original : Like a House on Fire
- Titre québécois : Comme une maison en feu
- Réalisation : Jessy Noah Klein
- Scénario : Jessy Noah Klein
- Direction de la photographie : Ariel Méthot
- Production : Fanny Drew, Sarah Mannering, William Woods (Woods Entertainment)[3]
- Musique : Christophe Lamarche-Ledoux
- Prise de son : Pablo Villegas
- Montage images : Richard Comeau
- Montage et conception sonore : Sylvain Bellemare, Bernard Gariépy Strobl
- Société de production : Colonelle films, Woods Entertainment
- Pays d'origine :  Canada ( Québec)
- Langue originale : anglais
- Format : couleur
- Genre : drame
- Durée : 84 minutes

## Distribution
- Sarah Sutherland (VQ : Mylène Mackay) : Dara
- Jared Abrahamson (VQ : Xavier Dolan)  : Danny
- Dominique Provost-Chalkley : Thérèse
- Amanda Brugel : Audrey
- Sheila McCarthy : Katherine
- Hubert Lenoir (VQ: lui-même)  : Jordan
- Yanna McIntosh : Nancy
- Michael Riley (VQ : Alain Zouvi)  : Jack

Doublage
- Studio de doublage : Cinélume [4]
- Direction artistique : Maël Davan-Soulas
- Adaptation : Marie Frankland

## Autour du film
Le film a été présenté à la critique et aux distributeurs de l’industrie lors du Festival international du film de Toronto de 2020, sans représentation devant le grand public. La première a eu lieu au Cinéma du Parc le 26 mars à Montréal, à la suite de laquelle le film a été disponible en version sur demande sur les plateformes de visionnement en ligne en français et en anglais à partir du 30 mars.

## Accueil
André Duchesne de La Presse a donné trois étoiles et demie au film en louangeant la performance de Sutherland et d’Abrahamson.
Chroniqueur pour The Film Stage, Jared Mobarak a également rédigé une critique positive, soulignant la qualité de l’interprétation de Sutherland : « On peut voir lorsque Dara met un masque et le perdre, incapable de cacher ce qui la bouleverse. Abrahamson navigue entre la familiarité et cette proximité qui n’est plus avec intégrité pendant que Provost-Chalkley se démarque avec la compassion indéfectible dont Thérèse fait preuve dès son entrée en scène. Klein aurait pu modeler ces deux personnages très différemment, ce qui aurait assombri le destin de Dara, mais il a plutôt choisi une vision optimiste. Bien sûr, Dara ne parvient pas à reconstituer sa famille, mais elle se voit offrir la chance de faire partie de celle qui s’est construite ».